# Любовь и дружба
«Любовь и дружба» — юношеский рассказ Джейн Остин, написанный в 1790 году. В тексте рассказа он (рассказ) назван романом, эпиграф гласит: "Графине де Февилид посвящает этот роман автор..." 
Джейн Остин писала свои рассказы в трёх тетрадях. Тетради сохранились по сей день. Одной из них владеет Бодлианская библиотека, остальными двумя — Британский музей. Кроме «Любви и дружбы», написанного Джейн в четырнадцатилетнем возрасте, они также включают её работу «История Англии», написанную писательницей, когда ей было пятнадцать. Одна из особенностей рассказа — эпистолярный стиль, в котором он написан.

## Краткое содержание

### Первое письмо
Лауре от Изабель
Первое письмо кратко повествует нам о жизни Лауры с точки зрения Изабель. Последняя просит Лауру рассказать о неудачах и приключениях своей жизни дочери Изабель — Марианне. Она утверждает, что с того времени, как Лаура стала пятидесятипятилетней, она может забыть об опасностях безответной любви и упрямого папеньки.

### Второе письмо
Изабель от Лауры
Лаура в корне не согласна с утверждением Изабель по поводу её безопасности от неудач лишь из-за её преклонного возраста. Она соглашается написать Марианне и детально описать опыт своей жизни, тем самым удовлетворить любопытство Марианны и дать ей несколько полезных уроков.

### Третье письмо
Марианне от Лауры
Рассказ Лауры начинается в третьем письме и имеет продолжение в двенадцати последующих (то есть, до самого конца рассказа). В тринадцатом она вкратце расскажет о своих родителях, дне рождения в Испании и о своем образовании в монастыре во Франции. В восемнадцать Лаура возвращается в дом своих родителей в Уэльсе. Лаура приостанавливается, чтобы описать себя в этом возрасте, подчеркивая свои «достижения», как то, что делает женщину лучшей парой для будущего мужа. Она оканчивает своё письмо идеей, что её неудачи не производят меньше впечатления, чем когда-либо, достижения стали блёкнуть.

### Четвёртое письмо
От Лауры к Марианне
В четвёртом письме Джейн Остин ракрывает своим читателям связь между Лаурой и Изабель. Лаура рассказывает Марианне, что Изабель была её соседкой в Уэльсе, и что проживала последняя там из-за бедности, в целях экономии. Лаура изображает Изабель менее образованной и красивой, чем она сама, но с более расширенным кругозором по причине частых путешествий. Изабель предупреждает Лауру о пресной суете и праздном расточительстве Лондона, Бата и Саутгемптона, в то же время вселяя в Лауру желание познать мир.

### Пятое письмо
От Лауры к Марианне
В пятом письме Лаура вспоминает декабрьский вечер, когда незнакомец вместе со своим слугой остановился в её доме. Услышав стук в дверь, Лаура с семьей пытаются определить источник стука, сравнивая его со стуком молотка. Лаура изображает своё первоначальное восхищение молодым джентльменом, утверждая, что он самый обаятельный и привлекательный молодой человек, которого она когда-либо видела.

### Шестое письмо
От Лауры к Марианне
Шестое письмо состоит из диалога, в котором странник по имени Линдсэй рассказывает Лауре и её семье о себе и о том, что произошло с ним до прибытия в их дом. Он происходит из аристократической семьи. Его часто называют Эдвардом. Его отец желал, чтобы он женился на леди Доротее, но он отказывается из нежелания угождать отцу. Эдвард отправился в путь в дом своей тётушки, но, заблудившись, попал в дом Лауры. Письмо оканчивается поспешной женитьбой Эдварда на Лауре.

### Седьмое письмо
От Лауры к Марианне
В седьмом письме Лаура и Эдвард отправляются в дом его тетушки в Мидлсексе. Женитьба Эдварда на Лауре стала неожиданностью для его тёти и сестры Августы. Лаура заметила неприятный холод и отталкивающую скрытность, с которой Август встретила её. Она подслушала разговор Эдварда с Августой, в котором та выражает своё беспокойство по поводу его опрометчивого брака и следующей за ним реакцией их отца. Из написанного становится понятно, с каким трудом Эдвард с Августой этого добивались, противостоя его отцу. Диалог Эдварда и Августы Остин разбавила романтической сентиментальностью. Вскоре прибывает леди Доротея, которую Лаура обделяет теплым приемом.

### Восьмое письмо
От Лауры к Марианне (продолжение)
После прибытия леди Доротеи неожиданно нанес свой визит сэр Эдвард.

## Издания в России
Дореволюционные переводы на русский язык  представляют в большей мере лишь исторический интерес. 
В двадцать первом веке рассказ был издан в сборнике "Любимые рассказы Английской королевы. Шедевры сатиры и юмора. Сост. А. Ливерганта." Издательство "Э". М. 2015.